# Беседин, Василий Емельянович
Василий Емельянович Беседин — советский хозяйственный, государственный и политический деятель.

## Биография
Родился в 1927 году. Член КПСС.
С 1942 года — на хозяйственной, общественной и политической работе. В 1942—1987 гг. — рабочий на шахтах Луганщины, мастер, начальник участка по добыче угля, главный инженер, директор шахты г. Красный Луч. Первый секретарь Краснолучского горисполкома, Кадиевского/Стахановского горкома Компартии Украины, первый заместитель председателя Луганского облисполкома.
Делегат XXV съезда КПСС.
Умер в Луганске 
в 2007 году.